# Salvador do Sul
Salvador do Sul é um município brasileiro do estado do Rio Grande do Sul. Está situado próximo à Serra Gaúcha, na região do Vale do Caí, a 96 km a noroeste da capital do estado, Porto Alegre.

## Geografia

### Clima
O clima de Salvador do Sul é subtropical úmido (Cfa, segundo a classificação climática de Köppen-Geiger). As temperaturas médias são de 22.3 ºC em janeiro e 12.7 ºC em julho. A quantidade média de chuva anual é de 2099 mm. No inverno, as temperaturas podem ter registros negativos, possibilitando a ocorrência de precipitações de neve.

## Cidades-irmãs
- Dickenschied, Alemanha